# Phoma digitalis
Phoma digitalis är en lavart som beskrevs av Boerema 1979. Phoma digitalis ingår i släktet Phoma, ordningen Pleosporales, klassen Dothideomycetes, divisionen sporsäcksvampar och riket svampar.   Inga underarter finns listade i Catalogue of Life.